# Tétrahydrocannabivarine
La tétrahydrocannabivarine, souvent abrégée en THCV, est une molécule organique cannabinoïde présente dans le cannabis. Elle ne diffère du tétrahydrocannabivarol (ou THV), son isomère, que par la conformation d'un carbone asymétrique.

## Chimie
Contrairement aux cannabinoïdes majoritaires de la plante de cannabis, la THCV n'est pas issue de l'acide cannabigérolique (CBGA). Elle résulte de l'action du pyrophosphate de géranyle sur l'acide divarinolique (au lieu de l'acide olivétolique), produisant de l'acide cannabigérovarine, le reste de la synthèse est similaire à celle du THC : cyclisation (sous l'action de la THCV synthase), puis décarboxylation (par la chaleur ou l'exposition aux UV) en tétrahydrocannabivarine.

## Effets psychoactifs
La THCV est un antagoniste du récepteur CB1. 